# Joshua Radin
Pour les articles homonymes, voir Radin.
Joshua Radin, né le 14 juin 1974 à Shaker Heights dans l’Ohio, est un artiste, compositeur folk et acteur américain. Joshua a grandi sur les sons de la Motown des années 1960, les musiques de la Stax Records et des Beatles, ainsi qu'au son des artistes du début des années 1970 tels que Paul Simon, Cat Stevens et James Taylor. Il se tourne vers la musique et commence à écrire ses premiers textes après l’université, au moment de son déménagement à New York, où il achètera une guitare et apprendra à y jouer seul. Il déclarera le 11 octobre 2009 après un concert à Cologne que sa plus grande source d'inspiration musicale est Bob Dylan.
En 2004, Cary Brothers, un artiste proche de Joshua Radin, donne une démo du titre "Winter" à la star de la télé Zach Braff, morceau qui sera entendu par la suite dans sa série Scrubs. D’autres de ses titres seront entendus dans des séries et émissions, notamment Castle, Dr House, Grey's Anatomy, Bones, Brothers and Sisters, American Idol, Les Frères Scott, Leverage ou encore La Fièvre de la danse, ainsi que dans des films, comme Le Journal d'une baby-sitter, The Last Kiss et Catch and Release.
Son premier album We Were Here, sorti en 2006, sera acclamé par la critique et les fans. Sa chanson préférée est « You Got Growin' Up To Do ». Joshua Radin a également partagé les studios d’enregistrement avec de grands musiciens, comme Ryan Adams qui joue de la guitare sur la chanson "Lovely Tonight".

## Discographie

### Albums
Lors d'un concert au Café de la Danse le 18 octobre 2011, Joshua Radin a déclaré que son quatrième album était presque fini et qu'il allait commencer l'enregistrement à partir de janvier 2012. Cet album s'intitule Underwater et sort le 31 juillet 2012. Le 7 mai 2013, Joshua Radin sort son cinquième album intitulé Wax Wings. En Janvier 2015, il sort Onwards and Sideways, un sixième album dédié à sa compagne.
- 2006 : We Were Here

1. Sundrenched World
2. Star Mile
3. Everything'll Be Alright (Will's Lullaby)
4. These Photographs
5. Closer
6. Today
7. Winter
8. Someone Else's Life
9. Amy's Song
10. What If You
11. Only You

- 2008 : Simple Times

1. One of Those Days
2. I'd Rather Be With You
3. Sky (feat. Ingrid Michaelson)
4. Friend Like You
5. Brand New Day
6. They Bring Me to You
7. Vegetable Car
8. Free of Me
9. You Got Growin Up To Do - (featuring Patty Griffin)
10. We Are Okay
11. No Envy No Fear

- 2010 : The Rock and the Tide

1. Road to Ride On
2. Streetlight
3. Here We Go
4. We Are Only Getting Better
5. The Rock and the Tide
6. You Got What I Need
7. Nowhere to Go
8. Think I'll Go Inside
9. The Ones With the Light
10. You're Not As Young
11. One Leap
12. Wanted
13. Brand New Day (Reprise)
14. She Belonged to Me

- 2012 : Underwater

1. Tomorrow Is Gonna Be Better
2. Anywhere Your Love Goes
3. Let It Go
4. Five And Dime
5. Here's Where We Begin
6. Underwater
7. Everything
8. Lost At Home
9. One More
10. The Greenest Grass
11. The Willow
12. Any Day Now

- 2013 : Wax Wings

1. Beautiful Day
2. When We're Together
3. Cross That Line
4. Back to Where I'm From
5. Lovely Tonight
6. Your Rainy Days
7. With Me
8. Like They Used To
9. In Her Eyes
10. Stay
11. My My Love

- 2015 : Onward & Sideways

1. We'll Keep Burning Together
2. Belong
3. Beautiful Day (feat. Sheryl Crow)
4. Angels
5. In Your Hands
6. Let Your Love Shine Out
7. Another Beginning
8. Blow Away
9. Away We Go
10. Worlds Apart
11. One And Only
12. Old Friends
13. My Baby

- 2017 : The Fall

1. Diamonds
2. High And Low
3. Falling
4. Enough For You
5. Higher
6. Song For You
7. Waiting
8. Keep The Darkness Away
9. When I'm With You
10. Still Spinning
11. My My Love
12. Falling (Acoustic)
13. Diamonds (Acoustic)
14. Still Spinning (Acoustic)
15. High And Low (Acoustic)

- 2019 : Here, Right Now

1. Here, Right Now
2. You Got Me Thinking
3. Only A Wave (Better Days)
4. Going With You
5. Don't Let It Hurt You
6. She Smiled Sweetly
7. I Won't Back Down
8. Your Light
9. What Would You Do (Refugee Song)

### EPs
- 2004 : First Between 3rd and 4th

1. "Winter"
2. "Girlfriend in a Coma"
3. "Don't Look Away"
4. "Today"
5. "The One You Knew"
6. "Do You Wanna"

- 2006 : Live Session(iTunes Exclusive EP)
- 2008 : Unclear Sky(iTunes Exclusive EP)

1. "Sky (feat. Ingrid Michaelson)"
2. "Lovely Tonight"
3. "The Fear You Won't Fall"
4. "You Got Growin Up To Do (Demo Version)"

- 2009 : Simple Times – Bonus Material (Demos) EP
- 2010 : Songs Under a Streetlight EP

### Singles
- Closer (2005)
- The Fear You Won't Fall (2006)
- Only You (Imogen Heap Mix) (iTunes Exclusive) (2007)
- I'd Rather Be With You (2010)
- Brand New Day (2010)
- Streetlight (2011)

## Clips
Son premier clip musical, pour la chanson Closer, a été réalisé par son ami Zach Braff.

## Films et séries
On retrouve un grand nombre de ses titres dans des films et des séries télévisées tels que Scrubs, Les Frères Scott ou encore Grey's Anatomy. Sa proximité avec Cary Brothers et l'acteur Zach Braff ont abouti à de nombreuses collaborations notamment pour l'utilisation de leurs chansons dans des bandes originales.
La chanson No Envy No Fear est utilisée en 2009 dans l'épisode 1-05 de la série Castle (scène des révélations de Kate Beckett sur le meurtre de sa mère).